# Begonia rajah
Begonia rajah ist eine seltene Begonienart aus Malaysia. Sie wurde 1892 von Henry Nicholas Ridley entdeckt. 1894 erhielt sie bei ihrer Einführung nach England ein First-Class-Zertifikat der Royal Horticultural Society. Aufgrund ihrer schokoladenbraun gefleckten Blätter war sie bei Liebhabern sehr begehrt und schon bald nach ihrer Entdeckung war sie in der Terra typica in Terengganu verschwunden. Während sie in der Kultivierung eine der begehrtesten malayischen Begonien wurde, hielt man sie in der Wildnis für ausgestorben, bis sie 1989 in Johor wiederentdeckt wurde.

## Beschreibung
Begonia rajah ist eine mehrjährige krautige Pflanze und bildet schmale, kriechende Rhizome aus. Die unverwechselbaren Laubblätter sind eiförmig, an der Basis herzförmig mit überlappendem Spreitengrund. Reife Blätter erreichen eine Länge von 10 Zentimeter. Auf beiden Seiten sind die Blätter tief schokoladen- oder mahagonibraun gefärbt. Junge Blätter sind fast rot. Charakteristisch sind die apfelgrünen Adern. Die Fläche zwischen den Adern ist gewölbt. Die eingeschlechtigen Blüten sind hellrosa und erscheinen im Sommer.